# Montay British Cemetery
Montay British Cemetery is een Britse militaire begraafplaats met gesneuvelden uit de Eerste Wereldoorlog, gelegen in de Franse plaats Montay in het Noorderdepartement. De begraafplaats ligt aan de Rue de la Chaussée Brunehaut op 775 m ten noordoosten van het dorpscentrum (Église Saint-Jean-Baptiste). Ze werd ontworpen door William Cowlishaw en wordt onderhouden door de Commonwealth War Graves Commission. Deze kleine begraafplaats heeft een  rechthoekig grondplan met een oppervlakte van 230 m² en is omgeven door een natuurstenen muur. Aan de voorzijde van de begraafplaats en links van de toegang staat op een sokkel het Cross of Sacrifice. 
Er liggen 41 Britten begraven waarvan 1 niet meer geïdentificeerd kon worden.

## Geschiedenis
Montay was gedurende het grootste deel van de oorlog in Duitse handen maar werd door de Commonwealth troepen veroverd op 10 oktober 1918. De begraafplaats werd door de 38th (Welsh) Division en de 2nd Argyll and Sutherland Highlanders aangelegd. Alle slachtoffers sneuvelden tussen 21 en 31 oktober 1918.

## Onderscheiden militairen
- Charles Bernard Marks, onderluitenant bij het East Surrey Regiment werd onderscheiden met het Military Cross (MC).
- William Meechan, korporaal bij de Argyll and Sutherland Highlanders werd onderscheiden met de Distinguished Conduct Medal en de Military Medal (DCM, MM).
- Andrew Wilson, sergeant bij de  Argyll and Sutherland Highlanders en C. Jenkerson, sergeant bij het East Surrey Regiment werden onderscheiden met de Distinguished Conduct Medal (DCM).
- sergeant J. McGaw en de korporaals Arthur Herbert Lane, W.T. Powell, W. Watson en George Williamson werden onderscheiden met de Military Medal (MM).